# Georgij Nikolajevič Babakin
Georgij Nikolajevič Babakin (13. listopadu 1914, Moskva – 3. srpna 1971, Moskva) byl sovětský radiotechnik a letecký konstruktér.

## Životopis
U Moskevského městského rozhlasu byl technikem. Při zaměstnání vystudoval roku 1930 střední průmyslovou školu, zaměření elektrotechnika. V roce 1937 nastoupil do Akademie národního hospodářství v Moskvě jako laborant. Do armády nebyl přijat kvůli zdravotním problémům.  V roce 1943 nastoupil do moskevského Ústavu automatizace, kde se koncem války stal hlavním konstruktérem. Celá jeho skupina konstruktérů byla v roce 1949 přemístěna do vojenského ústavu NII-88. Později se dostal jako konstruktér do Lavočkinovy konstrukční kanceláře. Pokračoval v dálkovém studiu a roku 1957 ukončil vysokou školu Všesvazového elektrotechnického institutu. V roce 1965 byl jmenován hlavním konstruktérem NPO Lavočkina a zůstal v této funkci šest let, až do své smrti. Se svým týmem se věnoval konstrukci automatických sond určených pro výzkum Měsíce (sondy Luna 7-15), Venuše (sondy Veněra 5-7) i Marsu (sondy Mars 2 a 3).
K uctění jeho památky byly po něm pojmenovány dva krátery na Měsíci a Marsu.